# Hermann Henneberg
Hermann Henneberg (* 31. August 1904 in Magdeburg; † 1. April 1984 in Perleberg) war Chirurg und Sportmediziner in Perleberg. Er gründete aus medizinischer Sicht im Jahre 1954 einen nach ihm benannten sonntäglichen Lauftreff.

## Leben
Bis 1928 studierte Henneberg Medizin in Gießen, Wien und Göttingen. Während seines Studiums wurde er Mitglied der Burschenschaft Frankonia Gießen. Das Staatsexamen legte er in Gießen ab. Ein Jahr später promovierte er dort zum Dr. med.
Am 18. November 1937 beantragte er die Aufnahme in die NSDAP und wurde rückwirkend zum 1. Mai desselben Jahres aufgenommen (Mitgliedsnummer 5.382.050). Als Arzt war er bis 1939 in Gießen und später in Berlin tätig. Im Zweiten Weltkrieg diente er als Stabsarzt im Frankreichfeldzug sowie bis 1942 an der Ostfront, wo er in sowjetische Kriegsgefangenschaft geriet. Nach seiner Freilassung wurde er am 8. August 1948 zum Leiter der Chirurgischen Abteilung in Perleberg bestellt. Für seine Bemühungen und Erfolge wurde ihm bereits 1952 als einem der ersten Mediziner der DDR die Auszeichnung „Verdienter Arzt des Volkes“ verliehen. Henneberg war Abgeordneter des Bezirkstages Schwerin.
Wissenschaftlich befasste er sich unter anderem mit der Sportmedizin. In diesem Zusammenhang rief er 1954 in Perleberg die „Lauf-dich-gesund-Bewegung“ ins Leben, woraus ein Lauftreff wurde, der seinen Namen führt und noch heutzutage existiert.
1974 trat er in den Ruhestand. Er wurde in Perleberg beigesetzt. Anlässlich seines 100. Geburtstages und 50 Jahre nach Gründung des Lauftreffs wurde eine Faktenchronik erstellt.

## Laufgruppe „Dr. Henneberg 1954“
Die Mitstreiter der von Hermann Henneberg gegründeten Laufgruppe kamen zuerst aus seinem Patienten-, Bekannten- und Kollegen-Kreis, bei denen er Konditionsmangel oder psychosomatische Beschwerden diagnostizierte. Diese ermunterte er zum therapeutischen Waldlauf unter seiner Anleitung.
Auch Sportfeste der Betriebe und Institutionen besuchte er bis in die 1970er Jahre in Perleberg und Umgebung, um so seine Klientel für die Konditionsstärkung und zur Hebung der Lebensfreude zu gewinnen. Neben den obligatorischen Sonntagsläufen, die mit konditionsstarken Läufern immer über 10 km, aber auch bis zu 25 km gingen, lief er bis Ende 1983 fast täglich und hatte häufig Begleiter. Einen wettkampfähnlichen Volkslauf bestritt er nie. Aber er interessierte sich für das Wohlbefinden seiner Gruppenangehörigen, die Volkswettkämpfe bestritten.
Die organisierten Volksläufe begannen in der DDR erst Ende der 1970er Jahre. Die Mitstreiter des gesundheitsfördernden Lauftreffs waren nie gemeinsam Mitglieder einer Sportvereinigung. In der Faktenchronik, zum 50-jährigen Bestehen der Laufgruppe und zum 100. Geburtstag des Lauffreundes erstellt wurde, sind die Ursprünge dieser Laufbewegung und Beweggründe erfasst. Hierzu wurden ca. 60 zum Teil heute noch aktive Lauffreunde befragt, die mit dem Doktor sonntägliche Runden durch Wald und Flur in der reizvollen Umgebung Perleberg liefen. Die Aussagen in den sportlichen Lebensläufen und das aufbewahrte Material der Einzelnen sind in dieser Chronik erfasst. Beim Sichten von Unterlagen wurde ein wissenschaftlicher Aufsatz aufgespürt, den der Doktor im Juli 1980 handschriftlich verfasste, und der über 25 Jahre in tagebuchähnlichen Aufzeichnungen eines Lauffreundes aufbewahrt wurde. Diese Niederschrift von Hermann Henneberg setzt sich mit dem „Laufen im Rahmen des Gesundheitssports“ auseinander. Hierin klassifizierte er die Laufarten in: Konditionslauf, Belastungslauf und Leistungslauf (organisierter Volkslauf). Zahlreiche Verhaltensgrundsätze sind in diesem Papier enthalten. Die Veröffentlichung erfolgte seinerzeit nicht. Durchgängige Aufzeichnungen liegen vom Begründer der Laufgruppe nicht vor.
Ab 1980 bis 2000 sind bei einem Lauffreund etwa 2000 Seiten mit Bildmaterial und Zeitungsartikeln über das Perleberger Laufgeschehen vorhanden. Daneben existiert weiteres bis zur Gegenwart, denn ab 2002 wurden die wöchentlichen Aufzeichnungen fortgeführt. Alle Lauffreunde besitzen Dokumente der verschiedensten Art als Erinnerungsstücke aus ihrer Joggerzeit. Das ist ein Fundus für wissenschaftliche Untersuchungen. So legte eine Läuferin unter anderem 171 Urkunden vor und ein weiterer Lauffreund erschien mit 4 Aktenordnern. Mehr als 100 Jogger wurden namentlich erfasst.
1984 wurde ein 16-mm-Film mit dem Titel „Perleberger Laufbewegung Dr. Henneberg 1954“ gedreht. Seit 1994 existiert davon eine VHS-Kassette.
Die 372-seitige Faktenchronik, in der 475 Fotos und über 180 Zeitungs- bzw. Broschürenausschnitte zur geschichtlichen Darstellung des Lauftreffs enthalten sind, befindet sich im Stadtarchiv Perleberg. Die Perleberger Volkslaufbewegung ist darin ebenfalls dargestellt.
Es wird angenommen, dass der Lauftreff der älteste seiner Art in Deutschland ist.

## Auszeichnungen
- 1952 Titel des „Verdienten Arzt des Volkes“
- zahlreiche weitere staatliche und gesellschaftliche Würdigungen

## Schriften
- mehrere Aufsätze in medizinischen Zeitschriften.
- seinerzeit nicht veröffentlicht, aber in der Chronik der Laufgruppe findet sich der Aufsatz „Laufen im Rahmen des Gesundheitssportes.“